# Valberzoso

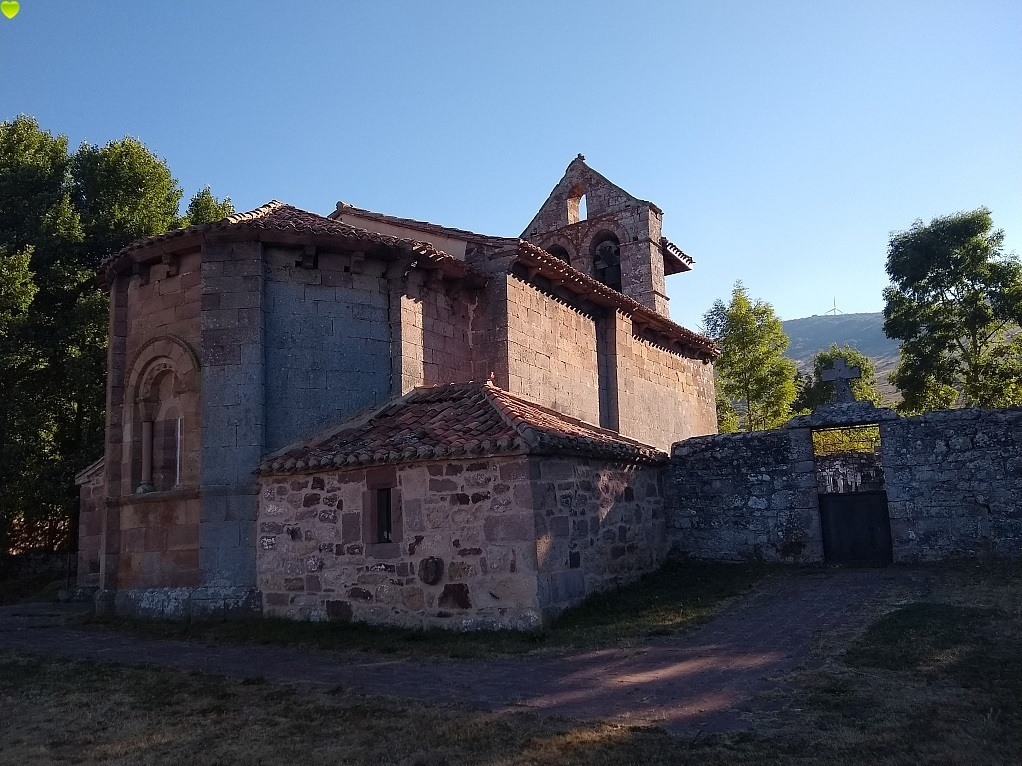
Valberzoso, 2022

Valberzoso ist ein spanischer Ort in der Provinz Palencia der Autonomen Gemeinschaft Kastilien und León. Valberzoso gehört zu Brañosera, es befindet sich südöstlich vom Hauptort der Gemeinde. Valberzoso ist über die Straße PP-2202 zu erreichen.

## Sehenswürdigkeiten
- Romanische Kirche Santa María, erbaut im 12. Jahrhundert